# Lagrivea
Lagrivea vireti
Genre
Espèce
Lagrivea est un genre éteint de rongeurs de la famille des Sciuridae.
Il n'est connu que par une seule espèce : Lagrivea vireti découverte en France sur le site karstique de La Grive-Saint-Alban situé dans le département de l'Isère.
Cet écureuil géant vivait durant le Miocène moyen.

## Distribution et époque
Ce sciuridé a été découvert en France sur le site paléontologique de La Grive-Saint-Alban situé dans le département de l'Isère. Il vivait à l'époque du Miocène.

## Étymologie
Le nom de genre « Lagrivea » indique le lieu de sa découverte, La Grive-Saint-Alban ; l'épithète spécifique « vireti » honore Jean Viret pour son travail de recherches et de classification sur les fossiles de mammifères de La Grive-Saint-Alban.

## Taxinomie
Cette espèce a été décrite pour la première fois en 2002 par l'anthropologue et paléontologue Pierre Mein et le géologue et paléontologue Léonard Ginsburg.

## Publication originale
- Ginsburg, L. et Mein, P. 2012. Les Sciuridae (Rodentia) de Sansan. Mémoires du Muséum national d'Histoire naturelle 203:81–94.
- Mein, P. et Ginsburg, L. 2002. Sur l'âge relatif des différents karstiques miocènes de La Grive-Saint-Alban (Isère). Cahiers scientifiques, Muséum d'Histoire naturelle, Lyon 2:7–47